# Koko Flanel
Pour plus de détails, voir Fiche technique et Distribution.
Koko Flanel est un film franco-belge réalisé par Stijn Coninx et Jef Van de Water, sorti en 1990.

## Distribution
- Urbanus - Placide Smellekens
- Bea Van der Maat - Sarah
- Willeke van Ammelrooy - Madame Germaine
- Herbert Flack - Arlondo
- Ann Petersen - Dora, mère de Sarah
- Henri Garcin - Didier de Merengue
- Koen Crucke - Jean-Claude
- Philippe Kerjean - Helmut de Merengue
- Isabelle Noah - Orphelia
- Leontine Nelissen - Hildeke
- Marc-Henri Wajnberg - Frédérique, (le rôle du photographe)
- Chris Cauwenberghs - Fritz
- Romain Deconinck - Père Smellekens
- Katrien de Vos - femme sur le marché
- Jan Decleir - Azère, frère de Placide
- Yvonne Verbeeck - cambrioleuse

## Film à succès
Jusqu’au 18 février 2009, Koko Flanel était le film flamand le plus vu avec 1 082 000 spectateurs. Ce jour-là, le record vieux de 19 ans fut brisé par le film Loft du réalisateur Erik Van Looy.